# Lophonotina peonza
Lophonotina peonza là một loài bướm đêm trong họ Noctuidae.